# 26ª edizione dei Directors Guild of America Award
La 26ª edizione dei Directors Guild of America Award si è tenuta nel corso del 1974 e ha premiato il migliore regista cinematografico e i migliori registi televisivi del 1973.

## Cinema
- George Roy Hill – La stangata (The Sting)
- Bernardo Bertolucci – Ultimo tango a Parigi
- William Friedkin – L'esorcista (The Exorcist)
- George Lucas – American Graffiti
- Sidney Lumet – Serpico

## Televisione

### Serie drammatiche
- Charles S. Dubin – Kojak per l'episodio Un diamante fra due rapine (Knockover)
- Harry Harris – Una famiglia americana (The Waltons) per l'episodio The Journey
- Jerry Thorpe – Kung Fu per l'episodio Occhio per occhio (An Eye for an Eye)

### Serie commedia
- Gene Reynolds – M*A*S*H per l'episodio Non gioco questa mano (Deal Me Out)
- Hal Cooper – Maude per la seconda stagione
- Jay Sandrich – Mary Tyler Moore per l'episodio Lou's First Date

### Miniserie e film tv
- Joseph Sargent – Il caso Nelson è suo (The Marcus-Nelson Murders)
- Robert Butler – Los Angeles 5º distretto polizia (The Blue Knight)
- Anthony Harvey – Lo zoo di vetro (The Glass Menagerie)

### Trasmissioni musicali e d'intrattenimento
- Dwight Hemion – Barbra Streisand...And Other Musical Instruments
- Art Fisher – The Sonny & Cher Comedy Hour
- Dave Powers – The Carol Burnett Show

### Documentari e news
- Arthur Bloom – 60 Minutes
- Dennis Azzarella – The Killer Instinct
- Alvin Mifelow – JFK: A Time to Remember

### Migliore regista televisivo dell'anno
- Joseph Sargent

## Premi speciali

### Premio per il membro onorario
- Charlie Chaplin